# Fettamine
Ein Fettamin ist ein meist primäres Amin mit einer langkettigen unverzweigten Alkylkette von acht oder mehr Kohlenstoffatomen. Fettamine zählen zu den Oleochemikalien, da sie aus pflanzlichen oder tierischen Fetten oder Ölen hergestellt werden.

Octylamin – ein Fettamin

Besonders häufig enthalten Fettamine Alkylreste mit einer Länge von 12 bis 18 Kohlenstoffatomen, da sie hauptsächlich aus den entsprechenden Fettsäuren synthetisiert werden. Oleylamin leitet sich von einer ungesättigten Fettsäuren – der Ölsäure – ab und enthält statt eines Alkylrestes einen Alkenylrest. Technisch hergestellte Fettamine sind oft Mischungen mehrerer primärer Amine mit variierender Länge der Alkylreste.

## Herstellung
Fettamine werden hauptsächlich durch Reaktion von Fettsäuren mit Ammoniak und anschließender Hydrierung der entstandenen Nitrile synthetisiert.
Im ersten Schritt regiert eine Fettsäure (in der Regel ein Gemisch mehrerer Fettsäuren, RCOOH) mit Ammoniak (NH3). Diese Reaktion läuft bei über 250 °C und in Anwesenheit eines Metalloxidkatalysators, zum Beispiel Aluminiumoxid (Al2O3), ab. Es entsteht unter Wasserabspaltung das entsprechende Fettsäurenitril (RC≡N):
RCOOH + NH3 → RC≡N + 2 H2O
Anschließend wird das Nitril katalytisch hydriert. Als Katalysator wird meistens Raney-Nickel verwendet. Solange Ammoniak im Überschuss vorliegt, entsteht das primäre Amin (RCH2NH2):
RCN  +  2 H2   →   RCH2NH2
Falls bei der Hydrierung kein Ammoniak vorhanden ist, können auch sekundäre und tertiäre Amine entstehen:
2 RCN  +  4 H2   →   (RCH2)2NH  +  NH3
3 RCN  +  6 H2   →   (RCH2)3N  +  2 NH3

### Weitere Verfahren
Die Fettamine können auch, ausgehend von Fettalkoholen, bei 210–260 °C in Gegenwart von Dehydrierungskatalysatoren mit Ammoniak oder kurzkettigen Alkyl- bzw. Dialkylaminen synthetisiert werden.

## Eigenschaften
In Abhängigkeit von der Länge des Alkylrestes liegt das jeweilige Fettamin flüssig, pastös oder fest vor. In Wasser sind Fettamine schlecht löslich, in organischen Lösemitteln besitzen sie eine gute Löslichkeit. Wenn sie mit Säuren in Kontakt kommen, bilden sie Salze.

## Beispiele
Die Tabelle zeigt einige Beispiele für Fettamine mit ihren Namen, die sich von den zugehörigen Fettsäuren ableiten.
| C-Atome : Doppelbindungen | Name             | Bruttoformel |
| ------------------------- | ---------------- | ------------ |
| 8:0                       | 1-Octylamin      | C8H17NH2     |
| 10:0                      | 1-Decylamin      | C10H21NH2    |
| 12:0                      | 1-Dodecylamin    | C12H25NH2    |
| 14:0                      | 1-Tetradecylamin | C14H29NH2    |
| 16:0                      | 1-Hexadecylamin  | C16H33NH2    |
| 18:0                      | 1-Octadeylamin   | C18H37NH2    |
| 20:0                      | 1-Eicosylamin    | C20H41NH2    |

Wichtige Fettamine, die in der Industrie verwendet werden, sind Kokosamin, Oleylamin, Talgamin und Sojamin.

## Anwendung
Bedeutende Anwendungen der Fettamine sind Weichspüler, Flotationsmittel (zur Anreicherung von Erzen) sowie der Korrosionsschutz von Metallen. Außerdem sind Fettamine die Basis vieler kosmetischer Produkte. Dort kommen sie eher als Fettaminoxide oder ethoxylierte Fettamine zum Einsatz. Eines dieser Fettaminoxide ist Dodecyldimethylaminoxid, das nach INCI als Lauramine Oxide bezeichnet wird. Dieses kann zum Beispiel in den Inhaltsstoffen eines Conditioners enthalten sein.

Deklaration der Inhaltsstoffe eines Conditioners mit Lauramine Oxide nach INCI

Dodecyldimethylaminoxid (INCI-Bezeichnung: Lauramine Oxide)

Salze der Fettamine sind kationaktive Emulgatoren, die benötigt werden, um Öl-in-Wasser-Emulsionen herzustellen. Sie kommen oft bei der Herstellung von Haarpflegemitteln zur Anwendung und fungieren als Antistatika (die das Kämmen des Haares erleichtern sollen), als Weichmacher oder als Hydrophobierungsmittel.
Durch Alkylierung von Fettaminen können quartäre Ammonium-Verbindungen gewonnen und als Avivage-Mittel für die Textilindustrie verwendet werden. Die Reaktion von Fettaminen mit Chloracetaten lässt Amphotere Tenside, vom Typ der Betaine, entstehen.
Werden Fettamine mit Wasserstoffperoxid zu Aminoxiden oxidiert, bildet sich eine Klasse nichtionischer Tenside.